# Henrik Day Poulsen
Henrik Day Poulsen (født 9. oktober 1965) er en dansk psykiater.
Poulsen har en ph.d. som han fik på baggrund af en afhandling om tvang i psykiatrien.
Han er deltidsansat ledende overlæge på det lukkede intensivafsnit Psykiatrisk Center København
og driver tillige en deltids speciallægepraksis i København.
Poulsen har skrevet flere bøger og fører en blog under Berlingske.
Henrik Day Poulsen er flere gange blevet nævnt i medierne, da hans arbejde er blevet kritiseret for at være sjusket. Han er ligeledes blevet kritiseret for at have givet diagnoser på et for tyndt grundlag.